# Révolte de la marine de guerre hellénique

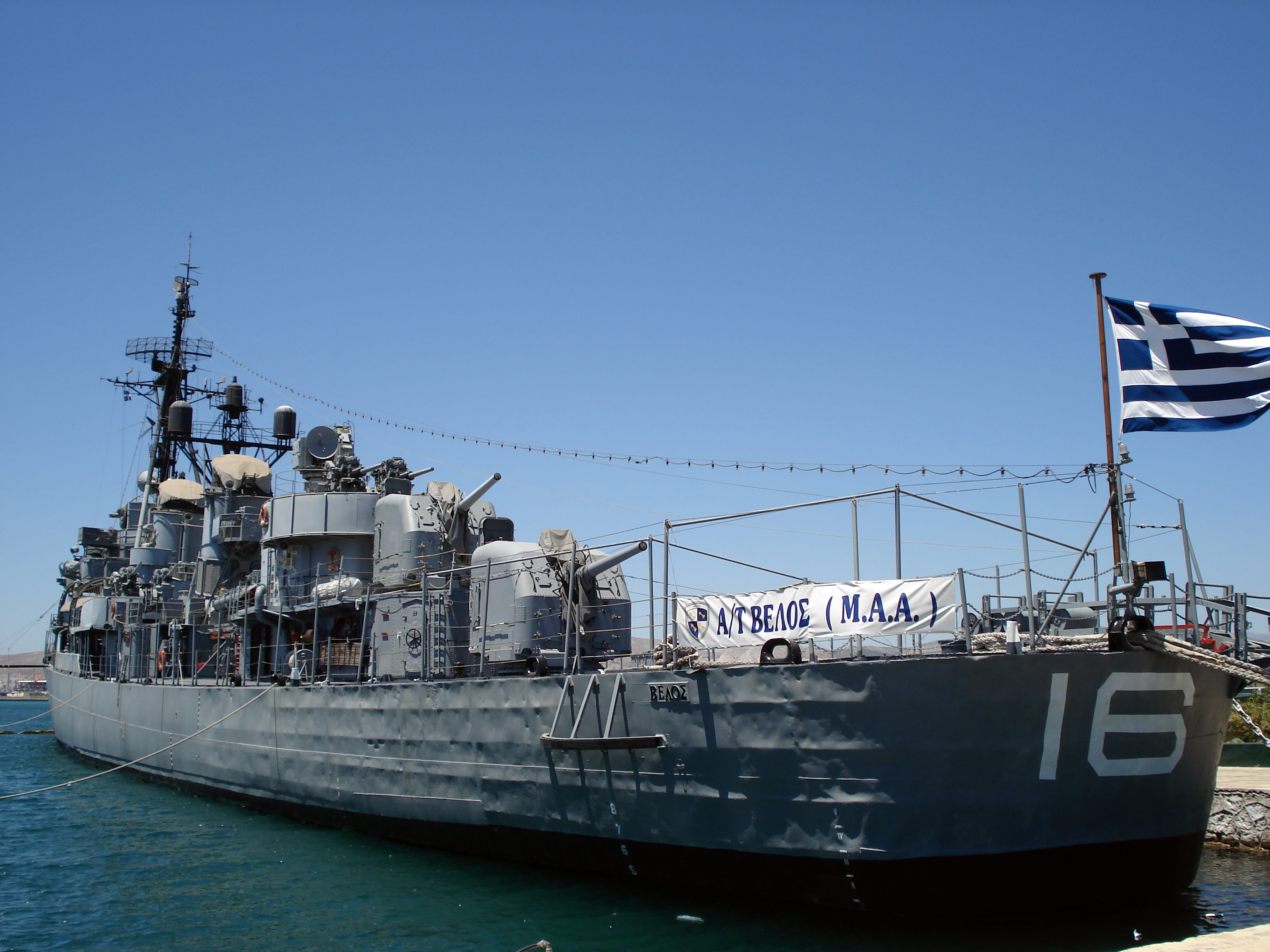
Le destroyer, avec lequel Nikólaos Pappás demande l'asile politique en Italie.

La révolte de la marine de guerre hellénique est une tentative insurrectionnelle, du 23 mai 1973 officiellement menée par un total de 207 officiers et sous-officiers de la marine grecque, dans le but de renverser le régime dictatorial de l'époque.
Bien que le mouvement ait commencé à être planifié par des officiers démocrates, en 1969, il est finalement trahi la veille de son déclenchement et étouffé à sa naissance. La réaction de la dictature est immédiate, arrêtant presque tous les initiés, dont beaucoup sont torturés, comme le major à la retraite Spýros Moustaklís, qui restera handicapé après 47 jours de torture, faisant de lui un symbole de la résistance à la junte. 
Deux jours après l'échec du mouvement, le destroyer Velos (avec un équipage total de 270 hommes) commandé par l'un des chefs du mouvement, alors capitaine, Nikólaos Pappás, abandonne la formation de navires ayant participé à un exercice de l'OTAN, au large de la Sardaigne. Il gagne le port de Fiumicino, où 7 officiers (dont le commandant de bord) et 25 sous-officiers demandent l'asile politique aux autorités italiennes,, qui, après de nombreux jours d'attente, le leur accordent. Leur action affecte le prestige du gouvernement militaire d'Athènes, qui s'était empressé de minimiser l'étendue du mouvement par l'intermédiaire de son représentant Byron Stamatopoulos, lequel l'avait décrit, à des fins de propagande, comme « un mouvement naval d'opérette mené par quelques officiers retraités ». Par la suite, les officiers fugitifs tiennent des conférences de presse où ils prouvent, à l'aide de documents, le malaise et l'opposition de la grande majorité du peuple et de l'armée grecs à la dictature. Cela montre au niveau international l'ampleur de la réaction contre la dictature et devient l'une des principales raisons de la détérioration du régime. 

## Source de la traduction
- (el) Cet article est partiellement ou en totalité issu de l’article de Wikipédia en grec moderne intitulé « Κίνημα του Ναυτικού 23ης Μαΐου 1973 » (voir la liste des auteurs).